# Esmee Visser
Pour les articles homonymes, voir Visser.
Esmee Visser est une patineuse de vitesse néerlandaise, née le 27 janvier 1996 à Leyde.

## Biographie
Aux Championnats d'Europe de patinage de vitesse en 2018, elle remporte les 3000 mètres lors de sa seconde course internationale.

## Palmarès

### Jeux olympiques d'hiver
| Épreuve / Édition   | 500 mètres | 1 000 mètres | 1 500 mètres | 3 000 mètres | 5 000 mètres                   | Mass start | Poursuite par équipes |
| JO 2018 Pyeongchang | —          | —            | —            | —            | Médaille d'or, Jeux olympiques | —          | —                     |

Légende :
- : première place, médaille d'or
- : deuxième place, médaille d'argent
- : troisième place, médaille de bronze
- : pas d'épreuve
- — : Non disputée par le patineur
- DSQ : disqualifiée